# Katedra Informatologii i Bibliologii Uniwersytetu Łódzkiego
Katedra Informatologii i Bibliologii Uniwersytetu Łódzkiego – jednostka naukowo-dydaktyczna należąca do struktur Wydziału Filologicznego Uniwersytetu Łódzkiego. Powstała w 1945 jako pierwsza w Polsce placówka, zajmująca się nauką o książce i bibliotece. Uczestniczyła w realizacji programu pierwszych w Polsce studiów z zakresu wiedzy o książce. Obecną siedzibą Katedry jest nowy gmach Wydziału Filologicznego UŁ przy ul. Pomorskiej 171/173 w Łodzi.

## Historia
W 1945 prof. Jan Muszkowski podjął się organizacji Katedry i rozpoczęto prace naukowe, badawcze i dydaktyczne. Już w pierwszych latach działalności przeprowadzona została pierwsza w Polsce habilitacja w zakresie nauki o książce - była to habilitacja Adama Łysakowskiego w 1948 (kolokwium habilitacyjne 28 maja 1948) na podstawie prac: Katalog przedmiotowy. Teoria z 1928 oraz Katalog przedmiotowy. Podręcznik z 1946.
Kierownictwo Katedry, po śmierci Jana Muszkowskiego, objęła Helena Więckowska. W tym czasie studia zostały wydłużone do 5 lat. W roku akademickim 1969/1970 wprowadzono międzywydziałowe studia bibliotekoznawcze, a program studiów został dostosowany do oczekiwań rynku pracy. Od roku 1969/1970 kierownikiem Katedry był Bolesław Świderski. W następnych latach poszerzała się oferta studiów realizowanych przez pracowników Katedry ze względu na tryb i stopień: w 1977 wprowadzono studia zaoczne, a w 1980 – studia podyplomowe. W 1987 kierownikiem Katedry została Hanna Tadeusiewicz i funkcję tę sprawowała do 2010. Po niej kierownictwo Katedry objęła dr hab. prof. UŁ Jadwiga Konieczna. W roku akademickim 2015/2016 wprowadzony został nowy kierunek licencjacki: informacja w środowisku cyfrowym, a od 2019 roku jednostka prowadzi studia magisterskie na kierunku: Informatologia z biznesowym językiem angielskim. Od lipca 2016 jednostka funkcjonuje pod nazwą Katedra Informatologii i Bibliologii UŁ.

### Kierownicy Katedry
- prof. dr Jan Muszkowski (1945-1953)
- prof. dr Helena Więckowska (1953-1969)
- prof. dr hab. Bolesław Świderski (1969-1987)
- prof. dr hab. Hanna Tadeusiewicz (1987-2010)
- dr hab. Jadwiga Konieczna (2010-2015)
- dr hab. Mariola Antczak (od 2015)

## Dydaktyka
Katedra oferuje zajęcia dydaktyczne w ramach studiów stacjonarnych pierwszego i drugiego stopnia na kierunku informacja naukowa i bibliotekoznawstwo (INiB), a od roku akademickiego 2015/2016 również studia stacjonarne pierwszego stopnia na kierunku informacja w środowisku cyfrowym (IŚC).
| Nazwa kierunku        | INiB | INiB | IŚC |
| --------------------- | --- | --- | --- |
| rodzaj studiów        | licencjackie | magisterskie | licencjackie |
| system studiów        | stacjonarne | stacjonarne | stacjonarne |
| specjalizacje         | specjalizacja pedagogiczna (opcjonalnie) | specjalizacje: biblioteki publiczne, biblioteki naukowe, broker informacji (co najmniej 1 obligatoryjna) | specjalizacje: wirtualne instytucje książki, zarządzanie informacją (co najmniej 1 obligatoryjna) |
| Kwalifikacje zawodowe | bibliotekarz we wszystkich typach bibliotek, profesjonalista w ośrodkach: centrum informacyjne, instytucje wydawnicze, księgarnie, wykwalifikowany pracownik sektora kultury i mediów | bibliotekarz we wszystkich typach bibliotek i innych instytucjach kultury, profesjonalista w ośrodkach i centrach informacji oraz instytucjach gromadzących i przetwarzających informacje, wykwalifikowany pracownik w instytucjach wydawniczych i księgarskich, broker informacji | archiwista dokumentów elektronicznych, analityk informacji i raportów medialnych, specjalista zarządzania informacją, specjalista informacji naukowej, technicznej i ekonomicznej, broker informacji, pracownik wydawnictwa i księgarni |

W ofercie studiów przewidziana jest również możliwość wyjazdu w ramach programu Erasmus+: do Norwegii (Oslo), Czech (Opawa) lub Chorwacji (Zagrzeb) na cały rok akademicki lub jeden semestr (do wyboru zimowy lub letni). Siatka przedmiotowa ustalana jest adekwatnie do poziomu, na którym student aktualnie się znajduje. Aby go zaliczyć, trzeba przywieźć określoną liczbę punktów zadeklarowanych w dokumentach przedwyjazdowych. Zaliczenie cyklu za granicą jest równorzędne z zaliczeniem go w Polsce (nie trzeba zdawać dodatkowo egzaminów w Polsce, chyba że przedmiot lub specjalizacja tego wymaga; np. egzamin specjalizacyjny – broker informacji; studia magisterskie). Obowiązkowe praktyki zawodowe można odbyć w instytucjach zagranicznych.

## Samodzielni pracownicy naukowi
W Katedrze zatrudnionych jest czworo samodzielnych pracowników naukowych. Są nimi:
- dr hab. Mariola Antczak - kierownik Katedry
- prof. dr hab. Andrzej Wałkówski
- dr hab. Magdalena Przybysz-Stawska
- dr hab. Agata Walczak-Niewiadomska

## PracowniaSłownika pracowników książki polskiej
Od 1992 w strukturze Katedry znajduje się Pracownia Słownika pracowników książki polskiej. Jej głównym celem jest opracowanie Słownika pracowników książki polskiej. Początkowo kierownikiem Pracowni była prof. dr hab. Hanna Tadeusiewicz; w 2010 roku kierownictwo objęła dr Magdalena Rzadkowolska, obecnie (2019) dr Agata Walczak-Niewiadomska.

## Koło Naukowe Bibliotekoznawców UŁ
Koło Naukowe Bibliotekoznawców Uniwersytetu Łódzkiego zostało założone na początku 2000 z inicjatywy profesora Janusza Dunina. Współtwórcą pomysłu i pierwszym opiekunem koła został mgr Jacek Ladorucki (2000-2008). Główne cele, jakie wyznaczono działalności koła to, m.in.:
- poszerzanie wiedzy z zakresu bibliotekoznawstwa, informacji naukowej oraz bibliologii
- podejmowanie prób badawczych i popularyzacja wiedzy
- integrowanie studentów kierunku Informacja Naukowa i Bibliotekoznawstwo.

Opiekunem koła w latach 2008-2017 był dr Zbigniew Gruszka. Na początku 2015 Koło Naukowe Bibliotekoznawców liczyło prawie 20 członków – studentów zarówno kierunku informacja naukowa i bibliotekoznawstwo, jak i studentów innych kierunków Wydziału Filologicznego UŁ (przede wszystkim filologii angielskiej). W roku akademickim 2014/2015 czasopismo publikowane przez koło, „Nieczytelna Sygnatura”, miało nową odsłonę: wydawaną od 2005 roku wersję papierową zastąpiła wersja elektroniczna. Obecnym opiekunem Koła naukowego jest mgr Michał Żytomirski, doktorant i wykładowca Katedry.

## Działalność konferencyjna i popularyzująca naukę organizowana przez katedrę

### Konferencja naukowa „Kultura Czytelnicza Młodego Pokolenia”
Konferencja ma charakter międzynarodowy i organizowana jest jesienią co 2 lata. Jej uczestnikami są naukowcy polscy i zagraniczni, m.in. z Czech, Norwegii, Słowenii, Nepalu czy Gwatemali. Konferencja ma miejsce w Pałacu Izraela Poznańskiego.

### Olimpiada Bibliologiczna i Informatologiczna
Olimpiada Bibliologiczna i Informatologiczna ma na celu zapoznać uczniów szkół średnich z wiedzą z zakresu bibliologii i informatologii. Pierwsza edycja odbyła się w roku szkolnym 2013/2014. Olimpiada składa się z trzech etapów. Pierwszy polega na napisaniu eseju na temat podany przez organizatora i odesłaniu go na wskazany adres w wyznaczonym terminie. Na tej podstawie powołana komisja decyduje, którzy uczestnicy zakwalifikują się do etapu drugiego. Tenże z kolei, z racji tego, że ma charakter egzaminu pisemnego, odbywa się już w wyznaczonym miejscu, zrzeszając wszystkie osoby wyłonione z pierwszego etapu. Do III etapu, który odbywa się w kwietniu w siedzibie katedry, przechodzi 20 osób. Olimpiada została zawieszona w 2019 roku. Łącznie odbyło się 6 edycji, w której wzięło udział blisko 600 uczniów.

## Współpraca z instytucjami
Katedra współpracuje z następującymi instytucjami:
- Aleph Polska
- Filharmonia Łódzka im. Artura Rubinsteina
- Łódzkie Centrum Doskonalenia Nauczycieli i Kształcenia Praktycznego
- Miejska Biblioteka Publiczna Łódź-Śródmieście. Filia nr 7
- Pedagogiczna Biblioteka Wojewódzka im. prof. Tadeusza Kotarbińskiego w Łodzi
- Uniwersytet Śląski w Opawie
- Uniwersytet w Zagrzebiu
- Urząd Statystyczny w Łodzi
- Wojewódzka Biblioteka Publiczna im. Marszałka Józefa Piłsudskiego w Łodzi